# Sergio Apaza
Sergio Demetrio Apaza Vera (La Paz, 22 de diciembre de 1955)  es un exfutbolista y entrenador boliviano. Actualmente se encuentra libre tras haber dirigido a Hiska Nacional de la Asociación de Fútbol de La Paz.
Como jugador se desempeñaba como defensor y desarrolló toda su carrera en 31 de Octubre, desde 1969 hasta 1989. Luego de su retiro, comenzó su carrera como director técnico en ese mismo equipo en 1990. 
Como entrenador cuenta con una amplia trayectoria, a nivel profesional dirigió a once clubes: La Paz Fútbol Club, San José, Jorge Wilstermann, Blooming, Real Potosí, Real Mamoré, Universitario (USFX), Petrolero, Aurora, Universitario de Pando y Sport Boys. En su único entrenador que dirigió en todos los departamentos de Bolivia profesionalmente.

## Trayectoria

### Entrenador
Apaza se inició como técnico en 31 de Octubre en 1990 y en 1997 dio el salto al profesionalismo en Municipal junto a Juan Farías. Posteriormente colaboró con Víctor Barrientos en The Strongest (1999) y Félix Berdeja en La Paz Fútbol Club (2004).

## Clubes

### Como jugador
| Club          | País    | Año         |
| ------------- | ------- | ----------- |
| 31 de Octubre | Bolivia | 1969 - 1989 |

### Como asistente
| Club          | País    | Año  | Asistente de      |
| ------------- | ------- | ---- | ----------------- |
| Municipal     | Bolivia | 1997 | Juan Farías       |
| The Strongest | Bolivia | 1999 | Víctor Barrientos |
| La Paz FC     | Bolivia | 2004 | Félix Berdeja     |

### Como entrenador
| Club                            | País    | Año               |
| ------------------------------- | ------- | ----------------- |
| 31 de Octubre                   | Bolivia | 1990              |
| Hiska Nacional                  | Bolivia | 1991 - 1994       |
| Academia del Balompié Boliviano | Bolivia | 1995              |
| Hiska Nacional                  | Bolivia | 2000              |
| La Paz FC                       | Bolivia | 2004              |
| San José                        | Bolivia | 2004 - 2005       |
| Jorge Wilstermann               | Bolivia | 2006              |
| San José                        | Bolivia | 2006              |
| La Paz FC                       | Bolivia | 2007 - 2008       |
| Blooming                        | Bolivia | 2009              |
| Real Potosí                     | Bolivia | 2009- 2010        |
| La Paz FC                       | Bolivia | 2010              |
| Oruro Royal                     | Bolivia | 2011              |
| Empresa Minera Huanuni          | Bolivia | 2011              |
| Real Mamoré                     | Bolivia | 2011              |
| Universitario (USFX)            | Bolivia | 2012              |
| Petrolero                       | Bolivia | 2012 - 2013       |
| Aurora                          | Bolivia | 2013              |
| Ramiro Castillo                 | Bolivia | 2014              |
| Universitario de Pando          | Bolivia | 2014              |
| Sport Boys                      | Bolivia | 2016              |
| Sport Boys                      | Bolivia | 2017              |
| Real Potosí                     | Bolivia | 2018              |
| Virgen de Chijipata             | Bolivia | 2019              |
| FATIC                           | Bolivia | 2021              |
| Hiska Nacional                  | Bolivia | 2022              |
| Sur-Car                         | Bolivia | 2022              |
| CDT Real Oruro                  | Bolivia | 2023              |
| FATIC                           | Bolivia | 2024              |
| Hiska Nacional                  | Bolivia | 2025 - Actualidad |

### Gerente deportivo
| Club       | País    | Año  |
| ---------- | ------- | ---- |
| Sport Boys | Bolivia | 2015 |

## Palmarés

### Como jugador
Títulos regionales
| Título             | Club          | Año  |
| ------------------ | ------------- | ---- |
| Primera "A" (AFLP) | 31 de Octubre | 1975 |
| Primera "A" (AFLP) | 31 de Octubre | 1977 |
| Primera "A" (AFLP) | 31 de Octubre | 1978 |

### Como entrenador
Títulos regionales
| Título             | Club        | Año  |
| ------------------ | ----------- | ---- |
| Primera "A" (AFO)  | Oruro Royal | 2011 |
| Primera "A" (AFLP) | FATIC       | 2021 |

Títulos nacionales
| Título   | Club        | Año  |
| -------- | ----------- | ---- |
| Play-Off | Real Potosí | 2009 |

### Como asistente
Títulos nacionales
| Título           | Club       | Año           |
| ---------------- | ---------- | ------------- |
| Primera División | Sport Boys | Apertura 2015 |

## Vida personal
Sergio Apaza está casado con Marina Luz Álvarez. De esta relación han nacido tres hijos: Sergio Junior, Paulo César y Dalma Marina.